# Dino Verde
Dino Verde, nato Edoardo (Napoli, 13 luglio 1922 – Roma, 1º febbraio 2004), è stato uno scrittore, paroliere, drammaturgo e sceneggiatore italiano.
È entrato nella storia della musica leggera italiana come autore di classici come Piove (ciao ciao bambina), con cui vinse il Festival di Sanremo 1959, e Resta cu' mme, entrambi per Domenico Modugno e Romantica per Renato Rascel, con cui vinse il Festival di Sanremo 1960.

## Biografia
Edoardo Verde, detto Dino, frequenta l'Accademia Aeronautica con il Corso Vulcano (1940-1943), conseguendo il brevetto e partecipa alla seconda guerra mondiale come pilota di Idrovolanti CANT Z.506.
Scrittore satirico, nel 1946 diventa collaboratore del periodico Marc'Aurelio, sulle cui pagine hanno scritto alcuni tra i più grandi autori umoristici italiani del Novecento, su tutti Cesare Zavattini, Marcello Marchesi, Vittorio Metz e Steno, nonché Federico Fellini, che allora lavorava come illustratore. Esordisce in radio nel 1948 scrivendo, insieme a Renzo Puntoni, un programma comico settimanale dal titolo Briscola, e da allora, sino ai primi anni settanta, egli sarà un prolifico e brillante autore radiofonico, soprattutto di spettacoli di varietà, tra cui si ricorda il celeberrimo Gran Varietà, da un'idea di Luciano Rispoli. 
Negli anni cinquanta è molto attivo nel teatro di rivista - scrive spettacoli per Nino Taranto, Erminio Macario, Wanda Osiris, Mario Riva e Riccardo Billi - nonché come autore di canzoni - come "paroliere" vince due edizioni consecutive del Festival di Sanremo, nel 1959 con Piove (ciao ciao bambina), cantata da Domenico Modugno, e nel 1960 con Romantica, cantata da Renato Rascel -. Lavora di frequente anche come sceneggiatore per il cinema (Il vedovo, 1959, di Dino Risi, con Alberto Sordi).

Dino Verde nel 1955

Autore tra i più quotati del teatro comico italiano, grazie al suo stile sorprendentemente sottile e pungente, non poteva non essere reclutato dalla neonata televisione, per cui firma numerosi varietà, servendosi anche della collaborazione di altri scrittori, soprattutto del fidato Antonio Amurri, ma anche del suddetto Marchesi e del regista Antonello Falqui. Proprio con quest'ultimo egli realizzerà la fortunata edizione di Canzonissima (1959-1960), con Delia Scala, Nino Manfredi e Paolo Panelli, quindi l'indimenticabile serie di Studio Uno (1961-1966), e soprattutto le argute ed eleganti parodie di Biblioteca di Studio Uno (1964), interpretate dal Quartetto Cetra. Scrive inoltre diverse canzoni per Rita Pavone (Il ballo del mattone), Loretta Goggi (Taratapunziè, Molla tutto), Mina (Una zebra a pois), Sylvie Vartan (Buonasera buonasera) e Raffaella Carrà (Felicità tà tà tà).
Particolarmente fortunata è la sua collaborazione con Alighiero Noschese di cui sarà fidato autore in teatro e in televisione. Per lui scriverà, nel 1962 il primo vero spettacolo di satira realizzato in Italia, il celebre Scanzonatissimo, con Elio Pandolfi e Antonella Steni. Il successo sarà tale che nel 1963 la rivista diventa un film, diretto dallo stesso Verde. Il fine spirito critico e caustico di Dino Verde si adatta perfettamente alla verve espressiva e alla capacità parodistica di Noschese. I due lavoreranno spesso in TV, in programmi di successo come Doppia coppia (1969-1970) e Formula due (1973).
Dino Verde sarà attivo come autore radiofonico, teatrale e televisivo fino agli anni novanta. Uno dei suoi ultimi lavori è per la radio, Che domenica ragazzi (1995-1996), programma scritto insieme al figlio Gustavo Verde. Malgrado fosse malato da tempo era ancora protagonista a teatro: del 2001 lo spettacolo Per un'Italia migliore, per Gino Rivieccio fino al suo ultimo Bentornato avanspettacolo, ironica rivisitazione del varietà anni cinquanta; era ancora in cartellone al Teatro La Chanson di Roma, dopo il debutto del 14 gennaio 2004, nel momento in cui è morto nella sua casa romana sulla via Cassia. I funerali si sono tenuti il 3 febbraio nella basilica di Santa Maria in Montesanto, conosciuta anche come la Chiesa degli artisti, in piazza del Popolo a Roma. Riposa presso il cimitero Flaminio.
Nel 2014 il giornalista Mario Esposito, l'attore Gino Rivieccio e il figlio Gustavo Verde hanno ideato il "premio Dino Verde", sezione speciale legata al cinema e alla TV del prestigioso "premio Penisola sorrentina", riconoscimento di rilievo nazionale che si svolge a Sorrento (Na).

## Filmografia

### Regia, soggetto e sceneggiatura
- Scanzonatissimo (1963)

### Soggetto e sceneggiatura
- Rascel-Fifì, regia di Guido Leoni (1957)
- Mariti in città, regia di Luigi Comencini (1957)
- Caporale di giornata, regia di Carlo Ludovico Bragaglia (1958)
- Spavaldi e innamorati, regia di Ennio Girolami (1959)
- Ciao, ciao bambina! (Piove), regia di Sergio Grieco (1959)
- Il corazziere, regia di Camillo Mastrocinque, (1960)
- Noi duri, regia di Camillo Mastrocinque (1960)
- Mariti a congresso, regia di Luigi Filippo D'Amico (1961)
- Gli incensurati, regia di Francesco Giaculli (1961)
- I due toreri, regia di Giorgio Simonelli (1964)
- Due mafiosi contro Goldginger, regia di Giorgio Simonelli (1965)
- I due sanculotti, regia di Giorgio Simonelli (1966)
- Come rubare la corona d'Inghilterra, regia di Sergio Grieco (1967)
- I due figli di Ringo, regia di Giorgio Simonelli (1967)
- I barbieri di Sicilia, regia di Marcello Ciorciolini (1967)
- Dalle Ardenne all'inferno, regia di Alberto De Martino (1967)
- Peggio per me... meglio per te, regia di Bruno Corbucci (1967)
- I nipoti di Zorro, regia di Marcello Ciorciolini (1968)
- Gli infermieri della mutua, regia di Giuseppe Orlandini (1969)
- Satiricosissimo, regia di Mariano Laurenti (1970)
- I due assi del guantone, regia di Mariano Laurenti (1971)
- Finalmente... le mille e una notte, regia di Antonio Margheriti (1972)

### Sceneggiatura
- Io, Amleto, regia di Giorgio Simonelli (1952)
- Se vincessi cento milioni, regia di Carlo Campogalliani e Carlo Moscovini (1953)
- Domenica è sempre domenica, regia di Camillo Mastrocinque (1958)
- Carmela è una bambola, regia di Gianni Puccini (1958)
- Via col... paravento, regia di Mario Costa (1958)
- Valentino, regia di Anton Giulio Borghesi (1958)
- Noi siamo due evasi, regia di Giorgio Simonelli (1959)
- Il terribile Teodoro, regia di Roberto Bianchi Montero (1959)
- Il vedovo, regia di Dino Risi (1959)
- Cerasella, regia di Raffaello Matarazzo (1959)
- Le cameriere, regia di Carlo Ludovico Bragaglia (1959)
- Tempi duri per i vampiri, regia di Steno (1959)
- Anonima cocottes, regia di Camillo Mastrocinque (1960)
- Genitori in blue-jeans, regia di Camillo Mastrocinque (1960)
- Mariti a congresso, regia di Luigi Filippo D'Amico (1961)
- Operazione ricchezza, regia di Vittorio Musy Glori (1967)
- I due crociati, regia di Giuseppe Orlandini (1968)
- Zingara, regia di Mariano Laurenti (1969)
- Ma che musica maestro!, regia di Mariano Laurenti (1971)

### Soggetto
- La morte cammina con i tacchi alti, regia di Luciano Ercoli (1971)

## Programmi radiofonici Rai
- Non dire quattro!, rivista di Agenore Incrocci, Steno e Dino Verde, regia di Nino Meloni, orchestra di Mario Vallini (1948)
- Meglio un uovo oggi, rivista di Age, Scarpelli e Verde, regia di Nino Meloni, Compagnia del teatro comico musicale di Roma (1948)
- Briscola, giornale umoristico radiofonico di Dino Verde, Mario Brancacci, Diego Calcagno, Renzo Puntoni, Ugo Tristani, regia di Silvio Gigli, orchestra di Gino Filippini (in onda alle ore 21:03 nella rete rossa, i venerdì, 1949-1950)
- 40° all'ombra, rivista di Verde e Puntoni, regia di Silvio Gigli, Compagnia del teatro comico musicale di Roma, orchestra Gino Filippini (1951)
- Signorsì, trasmissione per le forze armate a cura di Verde e Puntoni, regia di Silvio Gigli (1952)
- Caccia al tesoro, varietà di Garinei e Giovannini, con la collaborazione di Puntoni e Verde, regia di Nino Meloni, orchestra di Gino Filippini (1952)
- Sotto il parapioggia di Dino Verde e Renzo Puntoni, regia di Riccardo Mantoni, con Isa Bellini, Antonio Battistella, Elio Pandolfi, Gilberto Mazzi, Giuseppe Pierozzi, Nuccia Galimberti, Nora Pangrazy, Giusi Raspani Dandolo, Rosalba Oletta, Virgilio Gottardi, Clely Fiamma, Wanda Tettoni, Raffaele Pisu, Sergio D'Alba, Giovanni Cimara, in onda alle ore 20:58 nella rete rossa, i giovedì (1951-1952)
- Signori si chiude, rivista di Puntoni e Verde, regia di Riccardo Mantoni, trasmessa il 29 giugno 1952.
- Il birillo, rivista di Mario Brancacci e Dino Verde, regia di Nino Meloni, con Paolo Stoppa, Compagnia del teatro comico musicale di Roma (1953)
- Pesce d'aprile, rivista di Brancacci, Fiorentini e Verde, regia di Silvio Gigli, trasmessa il 1⁰ aprile 1953.
- E adesso basta!, rivista di Brancacci e Verde, regia di Nino Meloni, Compagnia del teatro comico musicale di Roma, orchestra di Gino Filippini (1953)
- Romolo e Remo, rivista di Mario Brancacci e Dino Verde, regia di Nino Meloni, con Mario Riva e Riccardo Billi (giugno-settembre 1953)
- Il giorno e il tempo, spigolature di Brancacci e Verde (1953)
- Capodanno che passione..., variazioni su tema di Guido Castaldo, Maurizio Jurgens, Verde, Carlo Veo e Sergio D'Alba, regia di Riccardo Mantoni, trasmessa il 31 dicembre 1953.
- Il tascapane, trasmissione per le Forze Armate di Dino Verde e Mario Brancacci, regia di Renzo Tarabusi (Programma Nazionale, le domeniche ore 10:00, 1953-1954)
- Tra 22 minuti, trasmissione a premi per gli ascoltatori di Brancacci e Verde, regia di Riccardo Mantoni (1954)
- Cavallo a dondolo di Dino Verde, Bernardino Zapponi, Mario Brancacci, regia di Nino Meloni (1954)
- Il padre dello sposo, avventura musicale di Dino Verde, concorso a premi fra gli ascoltatori, regia di Riccardo Mantoni, musiche di Pier Emilio Bassi, con la partecipazione della Compagnia del teatro comico musicale di Roma (1955)
- Spettacolo sulla laguna, fantasie e divagazioni musicali di Dino Verde e Zapponi, trasmessa il 11 ottobre 1955.
- Doccia scozzese, gustometro per gli ascoltatori a cura di Dino Verde, presentato da Enzo Tortora e Lidia Pasqualini (autunno 1955)
- Quel mazzolin di fiori, trasmissione per le Forze Armate a cura di Dino Verde, regia di Renzo Tarabusi (Programma Nazionale le domeniche ore 10:00, 1955-1956)
- Vacanze a Monte Carlo, commedia musicale di Dino Verde, regia di Renzo Tarabusi, musiche di Angelo Brigada, Compagnia di rivista della radiotelevisione di Milano (1956)
- Urgentissimo di Dino Verde, con Renato Turi, Wanda Tettoni, Elio Pandolfi, Antonella Steni (le domeniche ore 13:30, 1956)
- L'Italia in bicicletta, ciclorivista a tappe di Dino Verde, trasmessa durante il Giro d'Italia (maggio 1956)
- Biancaneve e i sette nini, rivista di Dino Verde, regia di Riccardo Mantoni, con Nino Taranto, orchestra di Arturo Strappini (i venerdì sul Secondo Programma, ore 17:00, estate 1956)
- Vecchi amici di Dino Verde, Guido Castaldo e Fiorenzo Fiorentini, regia di Maurizio Jurgens, presenta Carlo Dapporto, orchestra di Pippo Barzizza (i venerdì sul Secondo Programma, ore 21:00, 1956)
- Cordialissimo, radiorivista domenicale di Dino Verde, regia di Riccardo Mantoni, con Dolores Palumbo, Renato Turi, Wanda Tettoni (1957)
- Era di mircurdì 17, rivistina calibro 9 di Dino Verde, regia di Riccardo Mantoni, con la partecipazione di Alberto Talegalli (1957)
- Tre pizzichi di follia, varietà musicale di Dino Verde, regia di Maurizio Jurgens (1957)
- Simpaticissimo, scritto da Dino Verde, regia Riccardo Mantoni (domenica sul Secondo Programma, 1957-1958)
- A.A.A.Affaronissimo, rivista di Dino Verde, regia di Giulio Scarnicci, con Alberto Talegalli (sabato sul Programma Nazionale, 1957-1958)
- Chi sarà sarà, rivista di Dino Verde, regia di Maurizio Jurgens, con Nino Taranto (1958)
- Spensieratissimo, rivistina della domenica di Dino Verde, regia di Riccardo Mantoni, con la Compagnia del teatro comico musicale di Roma (1958-1959)
- Solo contro tutti di Garinei e Giovannini, Mario Brancacci e Dino Verde, sfida ad una città, regia di Silvio Gigli, con Mario Riva, orchestra di Mario Bertolazzi (Secondo Programma, 1959)
- Piacevolissimo, rivista di Dino Verde, regia di Riccardo Mantoni, orchestra di Gino Filippini (le domeniche, ore 13:40 sul Secondo Programma, 1959-1960)
- La bellissima Epoque, favola musicale di Dino Verde, regia di Riccardo Mantoni, con Nino Taranto, il complesso musicale di Armando Del Cupola (1960)
- Autoritratto di Dino Verde, regia di Nino Meloni, orchestra di Pippo Barzizza, trasmessa il 30 ottobre 1960.
- Il maestrino delle dieci e tre di Guido Leoni e Dino Verde, regia di Maurizio Jurgens, con Renato Rascel (i lunedì, ore 10:00, 1961)
- Divertentissimo, rivistina di Dino Verde, regia di Riccardo Mantoni (le domeniche, ore 13:40, 1961)
- Venti e trenta express di Verde e Faele, varietà dell'ultimora, regia di Pino Giglioli, con Isa Di Marzio, Renato Tuti, Deddy Savagnone, Franco Latini, Elio Pandolfi, Antonella Steni, orchestra diretta da Mario Migliardi, con il complesso di Franco Riva (1962)
- Gala della canzone, presentata da Dino Verde, con Nunzio Filogamo, regia di Riccardo Mantoni, 22 febbraio 1963
- Don Chisciotte, rivistina epico musicale di Dino Verde, regia di Riccardo Mantoni, complesso diretto da Franco Riva (programma domenicale, estate 1963)
- Domenica Express, radiodirettissimo delle 13:30 di Dino Verde, regia di Riccardo Mantoni, orchestra di Armando Del Cupola (1963)
- La grande festa di Bruno Broccoli e Verde, regia Riccardo Mantoni, con Renato Rascel (1964)
- Lei non sa chi suono io!, programma di Dino Verde, regia di Riccardo Mantoni, con Elio Pandolfi e Bice Valori (1972)
- Quarto programma, pettegolezzi, musica, cattiverie, malignità di Antonio Amurri e Dino Verde (1973)
- I discoli per l'estate, un programma di Dino Verde, regia di Arturo Zanini, con Antonella Steni e Elio Pandolfi, orchestra di Franco Riva (Secondo Programma, ore 13:35, 1975)
- Gran varietà, programma di Antonio Amurri e Dino Verde, regia di Federico Sanguigni, presentano Raffaella Carrà e Paolo Villaggio, con Gianni Agus, Cochi e Renato, Giusi Raspani Dandolo, Ugo Tognazzi, Peppino Gagliardi, orchestra di Marcello De Martino (le domeniche, ore 09:35, 1976)
- Più di così..., spettacolo della domenica di Dino Verde con la collaborazione di Bruno Broccoli, regia di Federico Sanguigni, presentato da Raimondo Vianello e Sandra Mondaini, orchestra di Marcello De Martino (1976-1977)
- Settantottissimo, varietà di Broccoli e Verde, regia di Riccardo Mantoni (1978)

## Televisione
- Mare, monti e fantasia di Maurizio Jurgens, D'Alba, Pisu, Puntoni, Dino Verde, Giulio Scarnicci, Renzo Tarabusi, Umberto Simonetta e Spiller (1954)
- Il telecipede di Antonio Amurri, Carlo Romano, Gianni Isidori, Sergio Ricci e Dino Verde (1955) – quindicinale
- La piazzetta, varietà, regia di Stefano De Stefani (1956)
- Hotel Folies, varietà di Guido Leoni e Dino Verde, regia di Eros Macchi, con Carlo Campanini e Gisella Sofio, orchestra di William Galassini (1957)
- Canzonissima, regia di Antonello Falqui, con Delia Scala, Nino Manfredi, Paolo Panelli (1959-1960)
- Sentimentale, varietà di Verde, Ciorciolini e Nicolai, regia di Anton Giulio Majano, presentato da Riccardo Garrone e Cristina Gajoni (1960)
- Studio Uno, regia di Antonello Falqui, con Mina, Lelio Luttazzi, Paolo Panelli (1961-1962)
- Bonsoir Catherine, testi di Verde e Faele, regia Vito Molinari, con Caterina Valente, trasmessa il 3 dicembre 1961.
- Eva ed io, regia di Antonello Falqui, con Gianrico Tedeschi, Franca Valeri, Bice Valori, Lina Volonghi, Gloria Paul (1962)
- Più rosa che giallo, commedia di Dino Verde, regia di Alberto Bonucci (1962)
- Musica Hotel, testi di Dino Verde, regia di Enzo Trapani, orchestra di Ennio Morricone (1963)
- Gran Premio, di Verde e D'Onofrio, orchestra Marcello De Martino, regia di Romolo Siena, 1963
- Biblioteca di Studio Uno, regia di Antonello Falqui, con il Quartetto Cetra (1964)
- Doppia coppia, regia di Eros Macchi, con Alighiero Noschese, Lelio Luttazzi, Bice Valori (1969-1970)
- Canzonissima, regia di Romolo Siena, con Pippo Baudo e Loretta Goggi (1972-1973)
- Formula due, regia di Eros Macchi, con Alighiero Noschese e Loretta Goggi (1973)
- Bambole non c'è una lira, regia di Antonello Falqui, con Gianni Agus, Tino Scotti, Isabella Biagini (1977)
- G. B. Show, varietà di Terzoli, Vaime, Amurri, Gustavo Verde, Jurgens, regia di Gino Landi, Romolo Siena, Pietro Garinei (1982-1988)
- Italia sera, t.g. satirico all'interno del programma, con Antonio Amurri (1983)

## Teatro

### Teatro di rivista
- Pericolo rosa di Rovi, Verde e Puntoni, con Macario, Carlo Rizzo, Flora Lillo, Marina Doge, Nicla Di Bruno (stagione 1952)
- B come Babele di Nelli, Mangini, Verde e Brancacci, con Nino Taranto, Silvana Blasi, Franco Pucci (1953)
- Festival di Age, Scarpelli, Verde e Orio Vergani, con Wanda Osiris, Henri Salvador, Alberto Lionello, Nino Manfredi, Raffaele Pisu, Elio Pandolfi, direzione artistica di Luchino Visconti (1954)
- Siamo tutti dottori di Age, Scarpelli e Verde, con Mario Riva, Riccardo Billi, Diana Dei, il Quartetto Cetra, musiche di Armando Trovajoli (1954)
- Il terrone corre sul filo di Nelli, Verde e Mangini, con Nino Taranto, Tina De Mola, Anna Maestri, Adriano Rimoldi (1955)
- Gli italiani sono fatti così di Marchesi, Verde e Metz, con Mario Riva, Riccardo Billi, Mariolina Bovo, Diana Dei, Alba Arnova, Nino Manfredi, Paolo Ferrari, Gianni Bonagura (1956)
- Billi e pupe di Dino Verde, con Riccardo Billi, Mara Berni, il Quartetto Cetra, Domenico Modugno (1956)
- I compromessi Sposi di Dino Verde, Bruno Broccoli, con Alighiero Noschese, Antonella Steni, Elio Pandolfi e Renato Cortesi (1975)
- Sette Italiani da salvare di Dino Verde, con Nino Taranto, Eveline Graeves, Umberto D'Orsi, Carlo Taranto, Maria Luisa Serena, José Greci (1967)
- Indiavolation, varietà di Verde e Broccoli, regia di Don Lurio e Nino Taranto, musiche di Enrico Simonetti (1969)
- Aspira...polvere di stelle di Dino Verde, con Antonella Steni e Renato Cortesi (2000)

## Canzoni scritte da Dino Verde
- 1958 - Che m'è 'mparato 'a fa per Sophia Loren, musica di Armando Trovajoli
- 1959 - Piove (ciao ciao bambina), musica di Domenico Modugno
- 1960 - Una zebra a pois, in collaborazione con Marcello Ciorciolini, musica di Lelio Luttazzi, cantata da Mina
- 1960 - Romantica, musica di Renato Rascel
- 1961 - Lady luna per Miranda Martino e Jimmy Fontana, musica di Armando Trovajoli
- 1961 - Pollo e champagne, musica di Bruno Canfora, cantata dalle Gemelle Kessler
- 1961 - Da-da-un-pa, musica di Bruno Canfora, cantata dalle Gemelle Kessler
- 1963 - Il ballo del mattone, musica di Bruno Canfora, cantata da Rita Pavone
- 1964 - 'A nnammurata mia, musica di Gianni Ferrio, cantata da Fred Bongusto
- 1965 - Hanno rapito il presidente, musica di Franco Riva, cantata da Tony Dimitri
- 1969 - Quelli belli come noi, in collaborazione con Italo Terzoli ed Enrico Vaime, musica di Bruno Canfora, cantata dalle Gemelle Kessler
- 1969 - Buonasera buonasera per Sylvie Vartan (in collaborazione con Antonio Amurri, musica di Franco Pisano) sigla dello show televisivo
- 1972 - Taratapunziè per Loretta Goggi, scritta con Marcello Marchesi, musica di Enrico Simonetti e Pippo Baudo
- 1973 - Molla tutto per Loretta Goggi, scritta con Antonio Amurri, musica di Enrico Simonetti
- 1976 - Luna quadrata per Ombretta Colli, scritta con Maurizio Costanzo, musica di Marcello De Martino
- 1979 - Mazinga Z per Galaxy Group, musica di Chumei Watanabe e Detto Mariano